# Temporada 2024 de la Copa Racer
La temporada 2024 de la Copa Racer fue la cuarta temporada de esta competición. Tras tres temporadas con el Mini Cup Racer F56 como único coche protagonista del certamen, este año la copa se abrió a otras monturas, siendo el BMW M2 CS Cup el nuevo protagonista principal. Dio comienzo en el Circuit Ricardo Tormo el 13 de abril y finalizó el 16 de noviembre en el Circuito del Jarama. Los hermanos Antonio y Ana Sainero se llevaron el campeonato principal, convirtiéndose Ana en la quinta mujer en ganar un campeonato/copa de automovilismo nacional en España. Entre los Minis, Óscar Aparicio por fin consiguió campeonar en su cuarta temporada, con Francisco Braco como compañero. La dupla batalló durante 2025 con la pareja balear formada por Luis Maurice y Nahuel Pozzuto.

## Novedades del campeonato[2]
- El campeonato de divide 2 categorías: Racer GT para los BMW M2 y Racer Turismo para los MINI Cup.
- Los entrenamientos libres y las sesiones de entrenamientos oficiales reducen su duración en 5 minutos. El tiempo de parada mínima obligatoria se reduce de 100 a 80 segundos.
- El Trofeo Sergio Tobar, deja de otorgarse al mejor debutante, para otorgarse al mejor Turismo.

## Escuderías y pilotos
| Escudería                    | N.º                  | Pilotos              | Pilotos              | Rondas               |
| Racer Turismo (MINI)         | Racer Turismo (MINI) | Racer Turismo (MINI) | Racer Turismo (MINI) | Racer Turismo (MINI) |
| ---------------------------- | -------------------- | -------------------- | -------------------- | -------------------- |
| Speedy Motorsport E2P Racing | 1                    | Javier Morcillo      | Javier Morcillo      | 5*                   |
| Speedy Motorsport E2P Racing | 10                   | Phil Fèvre           | Chema Reyes          | 2                    |
| Speedy Motorsport E2P Racing | 10                   | Phil Fèvre           | Pedro Salvador       | 3                    |
| Speedy Motorsport E2P Racing | 17                   | Paloma Escobar       | Cata Burguera        | 1-2, 4-5             |
| Speedy Motorsport E2P Racing | 17                   | Paloma Escobar       | Chema Reyes          | 3                    |
| Speedy Motorsport E2P Racing | 27                   | Lucas González-Anleo | Juan Catalán         | 1-3                  |
| Speedy Motorsport E2P Racing | 27                   | Lucas González-Anleo | Alex Gruau           | 4-5                  |
| Speedy Motorsport E2P Racing | 37                   | Guillem Serna        | Alex Gruau           | 1                    |
| Speedy Motorsport E2P Racing | 37                   | Guillem Serna        | Álvaro Rodríguez     | 2                    |
| Speedy Motorsport E2P Racing | 38                   | Jaime Burguera       | Teresa Burguera      | 1-2, 4-5             |
| Speedy Motorsport E2P Racing | 38                   | Jaime Burguera       | 3                    |                      |
| Speedy Motorsport E2P Racing | 53                   | Álvaro Rodríguez     | Manu Campa           | 5                    |
| Speedy Motorsport E2P Racing | 99                   | Fernando Tobar       | Fernando Tobar       | 4                    |
| Lurauto Motorsport           | 3                    | Mikel Chillida       | Mikel Chillida       | 5                    |
| Hispano Alemán Racing Team   | 9                    | Óscar Aparicio       | Francisco Braco      | Todas                |
| Hispano Alemán Racing Team   | 33                   | Tomeu Roselló        | Alejandro Roselló    | 5                    |
| Hispano Alemán Racing Team   | 34                   | Luis Maurice         | Nauel Pozzuto        | 3-5                  |
| Garaje 34 Competición        | 34                   | Luis Maurice         | Nauel Pozzuto        | 1-2                  |
| VSR Motorsport               | 24                   | Ivan Velasco         | Fernando Paniagua    | 1                    |
| VSR Motorsport               | 25                   | Toni Castillo        | Sebastián Villadary  | 1                    |
| Racer GT (BMW M2)            |                      |                      |                      |                      |
| E2P Racing                   | 101                  | Pablo Burguera       | Javier Escobar       | 1-2, 4-5             |
| E2P Racing                   | 101                  | Pablo Burguera       | Alex Gruau           | 3                    |
| E2P Racing                   | 108                  | Kosta Kanaroglou     | Manuel Cintrano      | 1-3                  |
| E2P Racing                   | 108                  | Kosta Kanaroglou     | Pablo Carregal       | 4*                   |
| E2P Racing                   | 108                  | 5                    | Pablo Carregal       |                      |
| E2P Racing                   | 110                  | Phil Fèvre           | Phil Fèvre           | 1                    |
| E2P Racing                   | 119                  | Juan Catalán         | Pablo Carregal       | 4*                   |
| E2P Racing                   | 119                  | Juan Catalán         | Kosta Kanaroglou     | 5                    |
| E2P Racing                   | 125                  | Ibon Artola          | Manu Bejarano        | 2                    |
| E2P Racing                   | 126                  | Ana Sainero          | Antonio Sainero      | Todas                |
| E2P Racing                   | 198                  | Miguel Tobar         | Miguel Tobar         | 3-4                  |
| E2P Racing                   | 199                  | Fernando Tobar       | Chema Reyes          | 1                    |
| E2P Racing                   | 199                  | Fernando Tobar       | 2, 5                 |                      |
| Lurauto Motorsport           | 114                  | Diego Carrascal      | Diego Carrascal      | 5                    |
| Lurauto Motorsport           | 115                  | Asi Goros            | Luis Chillida        | 4-5                  |
| Bejarano Motorsport          | 124                  | Alex Artola          | Antonio Aristi       | 4                    |
| Bejarano Motorsport          | 125                  | Ibon Artola          | Manu Bejarano        | 3-4                  |

- En la ronda 4 Pablo Carregal cambió del coche dorsal 108 al 119 tras sufrir un accidente en la carrera 1.
- En la ronda 5 Javier Morcillo se inscribió para realizar las dos vueltas de calentamiento de las dos carreras sprint en memoria de Sergio Tobar.

## Calendario
| Ronda | Ronda | Circuito               | Fecha           | Acompaña a                              |
| ----- | ----- | ---------------------- | --------------- | --------------------------------------- |
| 1     | C1    | Circuito Ricardo Tormo | 13 de abril     | NASCAR EuroSeries + Clio Nacional Vline |
| 1     | C2    | Circuito Ricardo Tormo | 14 de abril     | NASCAR EuroSeries + Clio Nacional Vline |
| 1     | C3    | Circuito Ricardo Tormo | 14 de abril     | NASCAR EuroSeries + Clio Nacional Vline |
| 2     | C1    | Circuito de Jerez      | 26 de mayo      | Supercars Endurance                     |
| 2     | C2    | Circuito de Jerez      | 26 de mayo      | Supercars Endurance                     |
| 2     | C3    | Circuito de Jerez      | 26 de mayo      | Supercars Endurance                     |
| 3     | C1    | Autódromo do Estoril   | 14 de julio     | Supercars Endurance                     |
| 3     | C2    | Autódromo do Estoril   | 14 de julio     | Supercars Endurance                     |
| 3     | C3    | Autódromo do Estoril   | 14 de julio     | Supercars Endurance                     |
| 4     | C1    | Circuito de Navarra    | 6 de octubre    | MSV Modified Ford Series                |
| 4     | C2    | Circuito de Navarra    | 6 de octubre    | MSV Modified Ford Series                |
| 4     | C3    | Circuito de Navarra    | 6 de octubre    | MSV Modified Ford Series                |
| 5     | C1    | Circuito del Jarama    | 15 de noviembre | Copa Saxo-Kobe                          |
| 5     | C2    | Circuito del Jarama    | 15 de noviembre | Copa Saxo-Kobe                          |
| 5     | C3    | Circuito del Jarama    | 15 de noviembre | Copa Saxo-Kobe                          |

## Resultados
- Sistema de puntuación pilotos:

| Posición | 1º | 2º | 3º | 4º | 5º | 6º | 7º | 8º | 9º | 10º | 11º | 12º | 13º | 14º | 15º |
| -------- | -- | -- | -- | -- | -- | -- | -- | -- | -- | --- | --- | --- | --- | --- | --- |
| Puntos   | 25 | 22 | 20 | 18 | 16 | 14 | 12 | 10 | 8  | 6   | 5   | 4   | 3   | 2   | 1   |

En caso de tres carreras por evento, se promedia el resultado de cada coche en las dos primeras (carreras sprint) para otorgar dos puntuaciones por evento, una para las sprint y otra para la carrera larga.
| Pos.                                | Pilotos              | Pilotos              | CRT      | CRT      | CRT      | JER      | JER      | JER      | EST      | EST      | EST      | NAV      | NAV      | NAV      | JAR      | JAR      | JAR      | Ptos.    |
| Racer GT                            | Racer GT             | Racer GT             | Racer GT | Racer GT | Racer GT | Racer GT | Racer GT | Racer GT | Racer GT | Racer GT | Racer GT | Racer GT | Racer GT | Racer GT | Racer GT | Racer GT | Racer GT | Racer GT |
| ----------------------------------- | -------------------- | -------------------- | -------- | -------- | -------- | -------- | -------- | -------- | -------- | -------- | -------- | -------- | -------- | -------- | -------- | -------- | -------- | -------- |
| 1                                   | Ana Sainero          | Antonio Sainero      | 4        | 1        | 1        | 2        | 3        | 2        | 2        | 2        | 2        | 2        | 1        | 1        | 3        | 1        | 3        | 222      |
| 2                                   | Pablo Burguera       | Pablo Burguera       | 3        | (2)      | 3        | (3)      | Ret      | 5        | 5        | (4)      | 3        | 5        | (4)      | 5        | (2)      | 5        | 4        | 182      |
| 3                                   | Kosta Kanaroglou     | Kosta Kanaroglou     | 2        | (3)      | 2        | (4)      | 1        | 1        | (3)      | 3        | 5        | Ret      | WD       | WD       | (3)      | Ret      | 5†       | 154      |
| 4                                   | Javier Escobar       | Javier Escobar       | (3)      | 2        | 3        | 3        | (Ret)    | 5        |          |          |          | (5)      | 4        | 5        | 2        | (5)      | 4        | 146      |
| 5                                   | Manuel Cintrano      | Manuel Cintrano      | (2)      | 3        | 2        | 4        | (1)      | 1        | 3        | (3)      | 5        |          |          |          |          |          |          | 128      |
| 6                                   | Ibon Artola          | Manu Bejarano        |          |          |          | 1        | 2        | 3        | 1        | 1        | 1        | 1        | 2        | Ret      |          |          |          | 120      |
| 7                                   | Fernando Tobar       | Fernando Tobar       | (1)      | 5        | Ret      | 5        | 4        | 4        |          |          |          |          |          |          |          | Ret      |          | 80       |
| 8                                   | Pablo Carregal       | Pablo Carregal       |          |          |          |          |          |          |          |          |          | (4)      | 3        | 3        | Ret      | 3        | 2        | 78       |
| 9                                   | Miguel Tobar         | Miguel Tobar         |          |          |          |          |          |          | 4        | 5        | 4        | 6        | 7        | 2        |          |          |          | 72       |
| 10                                  | Luis Chillida        | Asi Goros            |          |          |          |          |          |          |          |          |          | 3        | 5        | 4        | 4        | 4        | 6        | 68       |
| 11                                  | Juan Catalán         | Juan Catalán         |          |          |          |          |          |          |          |          |          | 4        | (3)      | 3        | 3        | (Ret)    | 5†       | 66       |
| 12                                  | Diego Carrascal      | Diego Carrascal      |          |          |          |          |          |          |          |          |          |          |          |          | 1        | 2        | 1        | 50       |
| 13                                  | Alex Gruau           | Alex Gruau           |          |          |          |          |          |          | (5)      | 4        | 3        |          |          |          |          |          |          | 36       |
| 14                                  | Chema Reyes          | Chema Reyes          | 1        | (5)      | Ret      |          |          |          |          |          |          |          |          |          |          |          |          | 18       |
| 15                                  | Phil Févre           | Phil Févre           | Ret      | 4        | Ret      |          |          |          |          |          |          |          |          |          |          |          |          | 16       |
| 16                                  | Alex Artola          | Antonio Aristi       |          |          |          |          |          |          |          |          |          | Ret      | 7        | DNS      |          |          |          | 12       |
| Racer Turismo - Trofeo Sergio Tobar |                      |                      |          |          |          |          |          |          |          |          |          |          |          |          |          |          |          |          |
| 1                                   | Oscar Aparicio       | Francisco Braco      | 3        | 3        | 7        | 1        | 2        | 1        | 1        | 2        | 4        | 3        | 2        | 1        | 2        | 4        | 4        | 212      |
| 2                                   | Luis Maurice         | Nahuel Pozzuto       | 4        | 4        | 2        | 2        | 5        | 5        | 2        | 4        | 2        | 1        | 3        | 2        | 7        | 5        | 3        | 197      |
| 3                                   | Paloma Escobar       | Paloma Escobar       | 5        | (7)      | 1        | (4)      | 3        | Ret      | 4        | (1)      | Ret      | Ret      | (4)      | 3        | (4)      | 7        | 5        | 145      |
| 4                                   | Jaime Burguera       | Jaime Burguera       | 7        | (5)      | 4        | 7†       | (5)      | 6        | 3        | 3        | 3        | 2        | (5)      | 4        | 8        | (8)      | Ret      | 140      |
| 5                                   | Lucas González-Anleo | Lucas González-Anleo | (6)      | 6        | 3        | INJ      | INJ      | INJ      | DNS      | (6)      | Ret      | 4        | (1)      | 5        | 5        | (2)      | 1        | 129      |
| 6                                   | Cata Burguera        | Cata Burguera        | (5)      | 7        | 1        | 4        | (3)      | Ret      |          |          |          | (Ret)    | 4        | 3        | 4        | (7)      | 5        | 123      |
| 7                                   | Teresa Burguera      | Teresa Burguera      | (7)      | 5        | 4        | (7†)     | 5        | 6        |          |          |          | (2)      | 5        | 4        | (8)      | 8        | Ret      | 102      |
| 8                                   | Juan Catalán         | Juan Catalán         | 6        | (6)      | 3        | 3        | 4        | 3        | (DNS)    | 6        | Ret      |          |          |          |          |          |          | 86       |
| 9                                   | Álvaro Rodríguez     | Álvaro Rodríguez     |          |          |          | (5)      | 1        | 2        |          |          |          |          |          |          | (6)      | 3        | 2        | 82       |
| 10                                  | Alex Gruau           | Alex Gruau           | Ret      | (WD)     | WD       |          |          |          |          |          |          | (4)      | 1        | 5        | (5)      | 2        | 1        | 81       |
| 11                                  | Phil Févre           | Phil Févre           |          |          |          | (6)      | 7†       | 4        | 5        | (5)      | 1        |          |          |          |          |          |          | 73       |
| 12                                  | Chema Reyes          | Chema Reyes          |          |          |          | 6        | (7†)     | 4        | (4)      | 1        | Ret      |          |          |          |          |          |          | 54       |
| 13                                  | Guillem Serna        | Guillem Serna        | (Ret)    | WD       | WD       | 5        | (1)      | 2        |          |          |          |          |          |          |          |          |          | 44       |
| 14                                  | Iván Velasco         | Fernando Paniagua    | 1        | 1        | 5        |          |          |          |          |          |          |          |          |          |          |          |          | 41       |
| 15                                  | Pedro Salvador       | Pedro Salvador       |          |          |          |          |          |          | (5)      | 5        | 1        |          |          |          |          |          |          | 41       |
| 16                                  | Manu Campa           | Manu Campa           |          |          |          |          |          |          |          |          |          |          |          |          | 6        | (3)      | 2        | 38       |
| 17                                  | Toni Castillo        | Sebastián Villadary  | 2        | 2        | 6        |          |          |          |          |          |          |          |          |          |          |          |          | 36       |
| 18                                  | Tomeu Roselló        | Alejandro Roselló    |          |          |          |          |          |          |          |          |          |          |          |          | 3        | 6        | 6        | 32       |
| 19                                  | Fernando Tobar       | Fernando Tobar       |          |          |          |          |          |          |          |          |          | 5        | Ret      | 6        |          |          |          | 28       |
| 20                                  | Mikel Chillida       | Mikel Chillida       |          |          |          |          |          |          |          |          |          |          |          |          | 1        | 1        | Ret      | 25       |
|                                     | Javier Morcillo      | Javier Morcillo      |          |          |          |          |          |          |          |          |          |          |          |          | DNS      | DNS      | WD       |          |

| Leyenda: | 1.º | 2.º | 3.º | Pts | SP | NC | Ret | DNQ | DSQ | DNS | PO | WD | C |  | DNP | INJ | EX |  | Neg | Cur | † |

### Trofeo de equipos
- Sistema de puntuación equipos:

| Posición | 1º | 2º | 3º | 4º | 5º | 6º | 7º | 8º | 9º | 10º |
| -------- | -- | -- | -- | -- | -- | -- | -- | -- | -- | --- |
| Puntos   | 22 | 18 | 16 | 14 | 12 | 10 | 8  | 6  | 4  | 2   |

| Pos.          | Equipo                     | Ptos.    |
| Racer GT      | Racer GT                   | Racer GT |
| ------------- | -------------------------- | -------- |
| 1             | E2P Racing                 | 370      |
| 2             | Lurauto Motorsport         | 102      |
| 3             | Bejarano Motorsport        | 78       |
| Racer Turismo |                            |          |
| 1             | Speedy Motorsport - E2P    | 324      |
| 2             | Hispano Alemán Racing Team | 282      |
| 3             | VSR Motorsport             | 66       |
| 4             | Garaje 34 Competición      | 62       |
| 5             | Lurauto Motorsport         | 22       |